# Notes of School Idol Days 〜Curtain Call〜
『Notes of School Idol Days 〜Curtain Call〜』（ノーツ・オブ・スクール・アイドル・デイズ カーテン・コール）は、劇場版アニメ『ラブライブ！The School Idol Movie』のオリジナルサウンドトラックで、2015年8月5日にLantisから発売された。

## 概要
『ラブライブ！The School Idol Movie』で使用された楽曲が収録される。
また、劇中歌はショートバージョンや間奏の違い、劇場音響に最適化されるなどシングルCDで収録されたものとは違いがある。
キャッチコピーは「μ'sとあなたの過ごした季節。永遠の輝き ────」

## チャート成績
8月5日付のオリコンデイリーランキングでは6,249枚を売り上げ1位を獲得。アニメのサウンドトラックのデイリー1位獲得は、2014年の『アナと雪の女王 オリジナル・サウンドトラック』が達成して以来、1年ぶりとなる。また、劇場版シングルの「Angelic Angel/Hello,星を数えて」「SUNNY DAY SONG/?←HEARTBEAT」「僕たちはひとつの光/Future style」もシングルチャートでデイリー1位を獲得しており、『ラブライブ！The School Idol Movie』の関連CD4枚全てがデイリー1位を獲得するという快挙となった。
8月17日付の週間シングルランキングでは4位にランクインした。また、サウンドスキャンでは2位を獲得した。

## 収録曲
- 歌のある曲は特記以外作詞：畑亜貴
- 特記以外作曲：藤澤慶昌

1. ほのかな記憶（M01）
2. メインテーマ(Movie ver.)（M02）
3. μ's、海の向こうへ！（M03）
4. 見知らぬ土地で、何をする？（M04）
5. ホテルで見た夢（M05）
6. さぁ！出発にゃ！（M06）
7. 街を満喫！（M07）
8. この街はアキバに似てる（M08）
9. Hello,星を数えて（Movie Edit）
  - 作曲・編曲：山口朗彦、歌：星空凛（飯田里穂）、西木野真姫（Pile）、小泉花陽（久保ユリカ）
10. GoHAN-YA（M09）
11. Honoka! Hurry up!!!!!!!!（M10）
12. As Time Goes By（M11A）
  - 作詞・作曲：Herman Hupfeld、編曲：藤澤慶昌、歌：女性シンガー（高山みなみ）
13. 答えはとても簡単（M12）
14. 答えはとても簡単（リフレイン）（M12B）
15. Angelic Angel（Movie Edit）
  - 作曲：森慎太郎、編曲：倉内達矢、歌：μ's
16. 空港にファンがいっぱい…（動揺）（M13）.
17. 街にもファンがもっといっぱい！（困惑）（M14）
18. ？←HEARTBEAT（Movie Edit）
  - 作曲・編曲：本田光史郎、歌：絢瀬絵里（南條愛乃）、東條希（楠田亜衣奈）、矢澤にこ（徳井青空）
19. にこにこぬぅぃ〜☆（M15A）
20. 無理なものは無理！（M15B）
21. みんなでライブをもう一度（M16）
22. 穂乃果の葛藤（M17）
23. それぞれの想い（M18）
24. As Time Goes By（リフレイン）（M11B）
  - 作詞・作曲：Herman Hupfeld、編曲：藤澤慶昌、歌：女性シンガー（高山みなみ）
25. 決断（M19）
26. 伝説が生まれた瞬間（M20）
27. Future style（Movie Edit）
  - 作曲・編曲：本田光史郎、歌：高坂穂乃果（新田恵海）、南ことり（内田彩）、園田海未（三森すずこ）
28. 最高のライブへ！東奔西走！！（M21）
29. 準備開始！（M22）
30. ライブ当日の朝（M23）
31. ステージへと続く道（M24）
32. SUNNY DAY SONG（Movie Edit）
  - 作曲・編曲：倉内達矢、歌：μ's

シングル版と比べて間奏が異なる。
33. Days Have Passed By（M25）
34. 僕たちはひとつの光（Movie Edit）
  - 作曲：ZAQ、編曲：EFFY、歌：μ's